# Robert Ho
Robert „Bobby” Ho (ur. 23 listopada 1921, zm. 16 stycznia 1972 w Canberze) – singapurski żeglarz, olimpijczyk.
Wystąpił na Letnich Igrzyskach Olimpijskich 1956 w klasie Dragon, razem z Nedem Holidayem, Keithem Johnsonem i Kennethem Goldingiem. Zajęli ostatnie 16. miejsce.
Wykładał geografię na Uniwersytecie Malaya. Finalnie osiadł na stałe w stolicy Australii, Canberze.